# 名古屋學院大學
名古屋學院大學（なごやがくいんだいがく，Nagoya Gakuin University）是一所本部位於日本愛知縣名古屋市熱田區的私立大學。學校前身創辦於1887年，於1964年正式設立大學。學校簡稱名學（めいがく）、名院大（めいいんだい）、NGU。
名古屋學院大學提供了學士、碩士和博士等學位。

## 概要
名古屋學院大學前身為1887年由美國基督新教衛理宗傳教士F.C.克萊恩所創立的私立愛知英語學校（後改稱名古屋英和學校）。建學精神之「敬神愛人」出自新約聖經，知名基督教思想家內村鑑三過去也曾於此校任教。
名古屋學院大學以留學機會眾多著稱，外國語學部每年有許多學生前往海外留學，同時該校也重視區域之經濟發展及地方教育。該校也在早期便導入線上學習系統，使用電腦及行動電話進行教學。
此外，名古屋學院大學也在2007年率先將主要校區移轉至市中心(名古屋市區)，目前該校所經營之校區分別為：愛知縣瀨戶市的瀨戶校區、名古屋市熱田區的名古屋校區（又再分為白鳥、日比野、大寶等三校地）、名古屋市中區的「丸之內衛星校區」等。名古屋大寶校區為2018年9月開設。
2013年設立法學部法學科。
2015年設立現代社會學部、國際文化學部。

## 沿革
- 1883年 - 克萊恩博士赴日本傳教
- 1887年
  - 7月 - 私立愛知英語學校設立
  - 9月 - 校名更為名古屋英和學校
- 1951年3月 - 更名為學校法人名古屋學院
- 1962年10月 - 於創立75周年慶典時宣布大學設立宣言
- 1964年4月 - 於愛知縣名古屋市東區創立名古屋中學校、名古屋高等學校。開設經濟學部經濟學科。
- 1966年4月 - 於經濟學部下增設商學科
- 1968年4月 - 校區移轉至愛知縣瀨戶市
- 1973年3月 - 法人分離，更為學校法人名古屋學院大學
- 1989年4月 - 開設外國語學部英美語學科、中國語學科、留學生別科
- 1992年4月 - 經濟學部商學科改組為商學部商學科
- 1997年4月 - 開設大學院經濟經營研究科經濟學專攻、管理政策專攻（碩士班）、外國語學研究科英語學專攻（碩士班）
- 1998年4月 - 開設大學院外國語學研究科中國語學專攻（碩士班）
- 1999年4月 - 開設大學院經濟經營研究科經營政策專攻博士班
- 2000年4月 - 於經濟學部下增設政策學科。於大學院外國語學研究科英語學專攻（碩士班）增設遠端學位
- 2003年4月 - 於商學部開設情報商業交流學科
- 2005年4月 - 於外國語學部開設國際文化協力學科
- 2006年4月 - 開設人類健康學部人類健康學科、復健學科（物理治療專攻）
- 2007年4月 - 位於名古屋市熱田區的名古屋校區（白鳥校區、日比野校區）完工
  - 同年 - 將外國語學部中國語學科改名為中國交流學科
  - 同年 - 將經濟學部、外國語學部、商學部、各研究所遷移至名古屋校區
- 2008年4月 - 於大學院外國語學研究科英語學專攻（博士班）增設遠端學位
- 2009年4月 - 於大學院外國語學研究科下設立國際文化協力專攻（碩士班），並將商學部情報商業交流學科更名為資訊管理學科
- 2010年4月 - 將人類健康學部人類健康學科更名為運動健康學部運動健康學科，並將復健學科改組為復健學部物理治療學科
- 2012年4月 - 將經濟學部政策學科更名為總合政策學科
- 2013年4月 - 設立法學部法學科
- 2014年10月 - 大學創立50週年
- 2015年4月 - 設立現代社會學部現代社會學科
  - 同年 - 設立國際文化學部國際文化學科、國際協力學科
  - 同年 - 設置運動健康學部幼兒運動教育學科

## 系所

### 大學部
- 經濟學部
  - 經濟學科
- 商學部
  - 商學科
  - 資訊管理學科
- 外國語學部
  - 英美語文學科
- 法學部
  - 法學科
- 國際文化學部
  - 國際文化學科
  - 國際協力學科（2020年停止招生）
- 運動健康學部
  - 運動健康學科
- 復健學部
  - 物理治療學科

### 別科
- 留學生別科

### 研究所
- 經濟管理研究科
  - 經濟學專攻(碩士班)
  - 管理政策專攻(博士前期課程、博士後期課程)
- 外國語學研究科
  - 英語學專攻(碩士班)
  - 國際文化協力專攻(碩士班)
- 外國語學研究科(遠端學位)
  - 英語學專攻(博士前期課程、博士後期課程)

## 校地

### 名古屋校區
名古屋校區為名古屋學院大學在名古屋市的校區，於2007年4月完工，目前為法學部、經濟學部、商學部、外國語學部、國際文化學部、現代社會學部、大學院主要使用之校區。其下又分三校區：白鳥校區、日比野校區、大寶校區，交通便利。名古屋校區與白鳥庭園、名古屋國際會議場、熱田神宮比鄰，雖位置市區但自然環境相當豐富。

#### 白鳥校區
- 白鳥校區為名古屋校區之主要校區，為名古屋學院大學行政中心，位於名古屋國際會議場附近。
- 校區內有禮拜堂、網球場、等設施。校區內共七棟主要建物，包含曙館、翼館、希館50週年紀念棟、泉館、禮拜堂、國際樓、Club house合宿所「友愛」，各棟名稱由聖經中出現的語句來命名。[1]
  - 曙館
    - 為名古屋校區之中心建築，名稱來自聖經何西亞書中的「晨光」(日語：曙；あけぼの）。建物內除教室、資訊教育特別教室外，也設有休息區、學術資訊中心及餐廳等設施。曙館東側2樓餐廳販有「白鳥午餐」，每日不同菜色，受該校學生歡迎。

  - 翼館
    - 翼館於2010年3月完工，主要作為學生使用。名稱來自出埃及記內的「翅膀」（日語：翼；つばさ）有學生休息室、設備中心、職涯中心、證照中心、教職中心、保健中心、教室、Frederick Charles Klein大講堂、餐廳等設施。

  - 希館
    - 希館於2015年1月完工，內有學生支援中心、入學中心、自助餐廳等設施。

  - 泉館
    - 於曙館一側相通之建物，為名古屋學院大學之體育館，二樓設有主體育場，一樓則區分為兩座小體育館及健身中心。

  - 禮拜堂
    - 位於正門北側，為名古屋學院大學名古屋校區之代表建物，與其他建物同為磚瓦外觀，本體為尖頂建築，禮拜堂左側有一鐘樓。

  - 國際樓
    - 國際樓為外國留學生及交換學生之住宿設施，內有交流廣場，供日本學生與外國學生交流。日本籍學生可透過擔任宿舍生活輔導入住。

  - Club house合宿所「友愛」
    - 主要為社團活動場所，並設有公共討論空間。

#### 大寶校區[2]
大寶校區距離白鳥校區徒步可達，由Global Links及R-Labo兩區塊組成。Global Links內含言館、惠館。
- 言館

言館設有國際中心及i-Lounge，支援留學生日語學習以及與本地學生之交流，同時有外國講師入駐，提供本地學生學習外語之諮詢。
- 惠館

惠館主要有社會連攜中心及Mary Elizabeth Klein大講堂構成。Mary Elizabeth Klein為名古屋學院大學最早創設者克萊恩博士之妻，與克萊恩博士一同致力於教育事業。
- 想館

想館位於大寶校區R-Labo區域，主要為復健學部相關設施。

#### 日比野校區
日比野校區與名古屋市營地下鐵名港線日比野站相鄰，交通便利。本校區目前主要為復健相關圖書雜誌所藏地，並設有相關教學空間。

### 瀨戶校區
1968年於愛知縣瀨戶市建成之校區，與一旁的品野台田園一體開發，廣大面山，自然環境豐富。由於校地廣大，戶外空間充足，目前為運動健康學部使用之校區。

### 丸之內衛星校區
位於名古屋市中區丸之內的丸之內大樓，主要作為大學院事務及教學研究空間使用。此校區原位於名古屋市榮地區的中日大樓，隨著中日大樓關閉，於2018年4月遷至丸之內現址。

## 附屬機構
- 學術資訊中心
  - 圖書館
- 社會連攜中心
- 國際中心
- 綜合研究所
- 基督教中心
- 名古屋學院大學診所

## 交通

### 名古屋校區

#### 白鳥校區
- 名古屋市營地下鐵名港線日比野站徒步8分
- 名古屋市營地下鐵名城線西高藏站徒步8分

#### 大寶校區
- 名古屋市營地下鐵名港線日比野站徒步5分。與白鳥校區徒步8分可達。

#### 日比野校區
- 名古屋市營地下鐵名港線日比野站共構
- 名古屋市營地下鐵名城線西高藏站徒步10分

### 瀨戶校區

#### 自以下地點可搭乘瀨戶校區直達巴士
- 名鐵瀨戶線 尾張瀨戶站
- 名鐵瀨戶線 新瀨戶站 / 愛知環狀鐵道 瀨戶市站
- JR中央本線 / 愛知環狀鐵道 高藏寺站

### 丸之內衛星校區

#### 位於キリックス丸之内大樓7樓
- 名古屋市營地下鐵鶴舞線丸之內站徒步1分
- 名古屋市營地下鐵櫻通線丸之內站徒步1分

## 對外交流
名古屋學院大學前身為名古屋英和學校，於1887年創校以來即相當著重外語教育及國際交流，目前該校與多所海外大學締結姐妹校關係，包含美國、加拿大、英國、澳大利亞、紐西蘭、中國、台灣、泰國、韓國、菲律賓等國之85所大專院校。

### 合作大專院校（部分）[4]
- 中國
  - 北京大學
  - 北京語言大學
  - 北京師範大學
  - 南開大學
  - 天津外國語大學
  - 華東師範大學
  - 西北大學
  - 南京大學
  - 北京工業大學
  - 河南財經政法大學
  - 內蒙古民族大學
- 韓國
  - 東義大學校
  - 天主關東大學院
- 臺灣
  - 中國文化大學
  - 國立高雄大學
  - 文藻外語大學
- 泰國
  - 孔敬大學
- 菲律賓
  - 菲律賓大學
- 印尼
- 加拿大
- 美國
  - 弗里斯州立大學
  - 伊利諾州立大學
  - 西密西根大學
  - 明尼蘇達州立大學Moorhead校
  - 加利福尼亞大學聖克魯茲分校
  - 阿拉斯加太平洋大學
  - 中田納西州立大學
  - 孟菲斯大學
- 澳洲
  - 新英格蘭大學
  - 馬奎利大學
  - 昆士蘭大學
- 紐西蘭
  - 基督城英語學院
- 英國
  - 格羅斯特郡大學
- 波蘭
  - 波蘭日本情報工科大學

### 企業
- 大塚製藥 - 2018年6月21日簽署合作協議。針對中暑預防及區域健康管理議題共同合作[5]。

## 知名校友

### 政治界
- 伊藤保德 - 愛知縣瀨戶市長[6]、前河村電器產業副社長
- 森和實 - 愛知縣尾張旭市長

### 新聞傳播界
- 高橋重憲 - 中京電視台主播
- 佐井祐里奈 - 宮崎放送主播

### 運動界
- 曾我部直樹 - 前職業棒球選手（阪神虎、千葉樂天海洋）外野手
- 宮本ジョセフ拳 - 職業棒球選手（埼玉西武獅）外野手
- 王偉嘉 - 職業籃球選手

### 藝術界
- 橋本省吾 - 漫畫家

### 演藝圈
- 青木沙耶加 - 搞笑藝人
- 森下千里 - 藝人
- 相川真一 - 藝人
- g-ton - 前Nobodyknows成員
- 烏克麗麗榮二 - 搞笑藝人

## 外部連結
- 名古屋學院大學網站 （页面存档备份，存于）